# Para-escalade
La para-escalade (ou handi-escalade) est un sport dérivé de escalade sportive qui est pratiqué par des personnes en situation de handicap physique. Comme chez les valides, on retrouve les trois disciplines (vitesse, bloc, difficulté) même si c'est la difficulté qui est la plus représentée et avec plusieurs catégories de handicap : déficience visuelle, amputation ou déficience des membres supérieurs, amputation ou déficience des membres inférieurs, limitation de mobilité, puissance et stabilité.
Au niveau international, c'est la Fédération internationale d'escalade (IFSC) qui est la fédération de référence pour le Comité international paralympique.

## Historique
L'IFSC organise des compétitions de para-escalade depuis 2006. La pratique s'est développée et un circuit régulier est ajouté au calendrier de l'IFSC à partir de 2010. Le premier championnats du monde de para-escalade est organisé en 2011.
En 2019, l'IFSC annonce un plan de développement du para-escalade notamment pour « professionnaliser le sport en s'efforçant de répondre aux normes du Comité international paralympique (IPC), faisant ainsi de ce sport un sport digne d'intérêt pour les futurs Jeux paralympiques ».
L'IPC accorde au comité d'organisation des jeux paralympiques de Los Angeles 2028 l'opportunité d'inclure le para-escalade ; l'IPC valide en juin 2024 l'introduction du para-escalade.

## Classification
En handi-escalade, il y a dix catégories :
- Les déficients visuels (B1, B2, B3)
- Les amputés (AU2, AU3, AL1, AL2)
- Force, stabilité ou amplitude limitée (RP1, RP2, RP3)

| Catégorie | Observations                                   | Observations | Observations |
| --------- | ---------------------------------------------- | ------------ | --- |
| B         | Déficients visuels                             | B1           | Concurrents non-voyants |
| B         | Déficients visuels                             | B2           | Concurrents ayant une acuité visuelle allant jusqu’à 2/60 et/ou un champ visuel de moins de 5%                                                                                               |
| B         | Déficients visuels                             | B3           | Concurrents ayant une acuité visuelle comprise entre 2/60 et 6/60 et/ou un champ visuel compris entre 5% et 20%                                                                              |
| AU/AL     | Amputés membre supérieur ou inférieur          | AU2          | Concurrents amputés d'un membre supérieur - de l'avant-bras - de la main (Articulation du poignet non fonctionnelle) - de tous les doigts (pouce et jointure de doigt inclus)                |
| AU/AL     | Amputés membre supérieur ou inférieur          | AU3          | Concurrents amputés de la main ou de certains/tous les doigts |
| AU/AL     | Amputés membre supérieur ou inférieur          | AL1          | Concurrents en fauteuil - ils n'ont pas l'usage de leurs jambes, - ils sont amputés : complètement (pas de hanche, ni d’articulation) ou une combinaison partielle d’amputation des 2 jambes |
| AU/AL     | Amputés membre supérieur ou inférieur          | AL2          | Concurrents avec une seule jambe déficiente ou amputés au niveau du tibia au minimum |
| RP        | Limitation de mobilité, puissance et stabilité | RP1          | Déficience physiologique ou neurologique majeure qui touche plus ou moins tout le corps. |
| RP        | Limitation de mobilité, puissance et stabilité | RP2          | Déficience physiologique ou neurologique moyenne |
| RP        | Limitation de mobilité, puissance et stabilité | RP3          | Déficience légère |

Il y avait à l'origine des classements AU1 et AU2 qui ont été regroupés, puis la création de AU3 depuis 2023